# کنراک
کُنراک یک فیلمِ درامِ آمریکایی، ساختِ سالِ 1974 است که برپایه‌یِ کتابِ زندگی‌نامه‌یِ 1972 The Water Is Wide نوشته پت کانروی به کارگردانی مارتین ریت و با بازی جان وویت در نقش اصلی، در کنارِ پل وینفیلد ، مدج سینکلر ، هیوم کرونین و آنتونیو فارگاس ساخته شده است.
چکیدەیِ داستانِ فیلم
در این درامِ شادی‌بخش که برپایەیِ یادنامەای به نام "The Water is Wide"، "آب، گسترده است"، (پَت کُنرُی / Pat Connroy)، یک کارِ آموزگاری در جزیرەای دورافتاده در ایالتِ (کارولینا'یِ پایین‌دست) را می‌پذیرد.
در آنجا، او با دانش‌پایەای از شاگردان سیاەپوست که نه تنها، کم‌دانش‌ هستند، بلکه، نیاز به بهداشت فردی ساده هم دارند، روبەرو می‌شود.
(کُنرُی)، از سنجەهای سُست و ناکارآمدِ آموزشگاهی، پیروی نمی‌کند و شاگردانش را با آموزەهای بیشتری، آشنا می‌کند، ولی، سرپرستان، خواهان کار و کوشش‌های او و دگرگونی در راەکارها و پیکار با نژادپرستی دربرابرِ خود نیستند.